# Kavango
Kavango (bis 1998 Okavango) war eine der 13 Regionen von Namibia, ehe sie am 8. August 2013 in die beiden Regionen Kavango-Ost und Kavango-West aufgeteilt wurde.
Die Region war nach der hier lebenden Volksgruppe der Kavango benannt. Regionshauptstadt war Rundu, die nach Windhoek zweitgrößte Stadt Namibias, weitere Städte waren Nkurenkuru und Divundu.

## Geographie

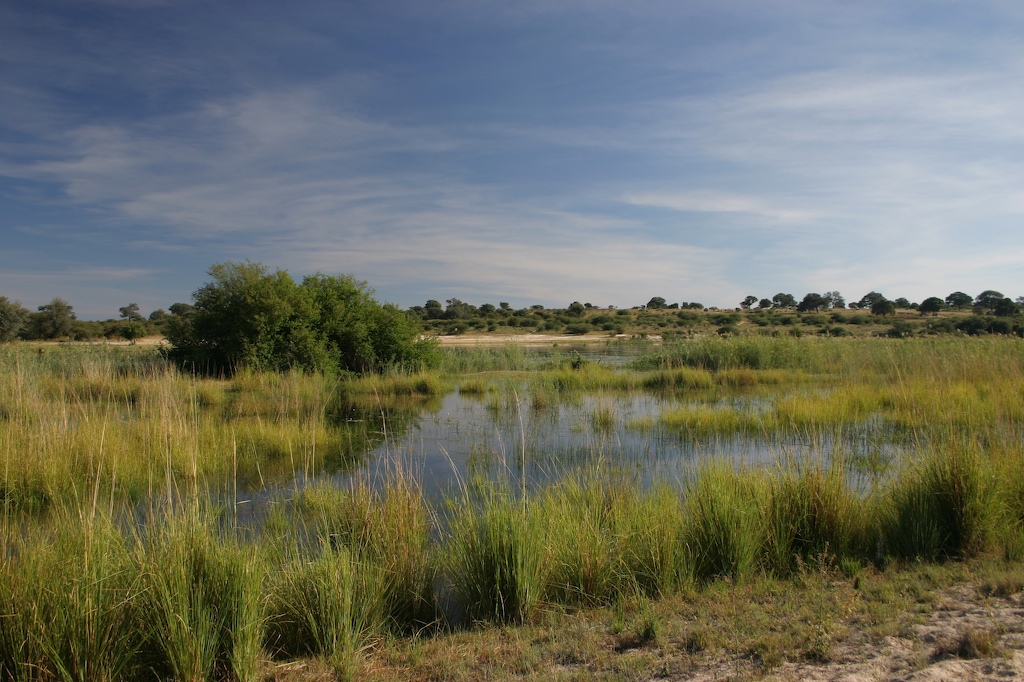
Ufer des Okavango bei Utokota

Kavango war Teil der nördlichen Ausläufer des Kalahari-Beckens, eines auf etwa 1000 m über dem Meeresspiegel liegenden Hochplateaus. So wie der gesamte Norden Namibias hatte Kavango eine höhere Niederschlagsmenge, wodurch die Gegend bedeutend grüner ist als Zentral- und Südnamibia. Die Region wurde maßgeblich durch den Fluss Okavango und seine weiten Überschwemmungsgebiete geprägt, in denen vereinzelt Wälder bestehen und auch Landwirtschaft betrieben wird. Der Fluss war Lebensader für die Region. Er bildet über die gesamte Nordgrenze und eine Länge von rund 400 Kilometer eine natürliche Grenze zwischen Namibia und der Republik Angola.
Im Westen grenzte die Region an das ehemalige Ovamboland (heute Regionen Oshikoto und Ohangwena), im Süden an die Region Otjozondjupa, im Südosten an Botswana und im Nordosten an die Region Sambesi. Der Süden Kavangos ist zumeist Steppe oder Savanne und auch wenig besiedelt. Innerhalb Kavangos lagen der Khaudom- und Mangetti-Nationalpark sowie die westlichen Ausläufer des Bwabwata-Nationalparks (ehemals Mahango-Wildpark).
Der Wahlkreis Mukwe befindet sich geographisch im Caprivizipfel.

## Politik und Verwaltung
Die Region war in folgende neun Wahlkreise unterteilt:
- Kahenge mit 29.799 Einwohnern
- Kapako mit 26.983 Einwohnern
- Mashare mit 15.688 Einwohnern
- Mpungu mit 20.787 Einwohnern
- Mukwe mit 27.690 Einwohnern
- Ndiyona mit 20.633 Einwohnern
- Rundu-Land (Westen) mit 38.281 Einwohnern
- Rundu (Stadt) mit 20.953 Einwohnern
- Rundu-Land (Osten) mit 22.538 Einwohnern.

## Wirtschaft
Die Bevölkerung lebte vorwiegend vom Einzelhandel, dem Fischfang und der Landwirtschaft. Kleine, lokale Dorf- und Straßenmärkte sorgten in der gesamten Region für einen florierenden Handel vor allem mit Fisch und anderen Lebensmitteln. Da in Kavango mehr Regen als in den meisten Gegenden Namibias fällt, bestand für Ackerbau, Forstwirtschaft und Holzverarbeitung mehr Potenzial als zuvor genutzt. Ebenso bestanden ungenutzte Potenziale für Kupferabbau bei Simanya und Erdölförderung bei Katwitwi.
Seit dem Ausbau des Fernverkehrs über die Walvis Bay-Ndola-Lubumbashi Development Road übernahm die Stadt Rundu die Rolle eines regionalen Handelszentrums und ein sich entwickelnder Tourismus verschaffte dem traditionellen Kunsthandwerk von Holzschnitzern eine zusätzliche Einnahmequelle.